# Jesper Øhlenschlæger
Jesper Øhlenschlæger (født 1969) er en dansk forretningsmand og serieiværksætter.

## Baggrund og uddannelse
Øhlenschlæger er uddannet i A.P. Møller-Mærsk A/S som shipping-elev, i 1991, samt cand.jur. fra Aarhus Universitet, 1995. Øhlenschlæger var ansat på et aarhusiansk advokatkontor fra 1995-1998, direktionsassistent hos Århus Stiftstidende fra 1998-2000 og Sales Director for EMC Computer Systems i hele den nordiske region fra 2000-2004.

## Karriere
Siden 2003 har Øhlenschlæger oprettet og lukket mere end 50 selskaber. Han har været involveret i 24 firmaer, der er gået konkurs mindre end 12 måneder efter hans udtræden.
Øhlenschlæger stiftede i 2003 selskabet Verpan A/S, der producerer Verner Panton lamper. Selskabet blev opløst efter fusion i 2022.
I 2004 stiftede han typehusfirmaet M2, der som det første i Danmark tilbød arkitekttegnede typehuse fra større tegnestuer såsom 3XN, Cebra, Bjarke Ingels Group og Schmidt Hammer Lassen. Øehlenschlæger promoverede arkitekttegnede typehuse som deltager i DRs boligprogram Drømmehuse (2005), uden at oplyse, at han selv som den eneste solgte sådanne, og mødte mediekritik for denne skjulte reklame. I 2007 solgte aktierne Øhlenschlæger sine aktier i M2 til ejendomsgiganten Keops for 46 millioner kr.. M2 blev begæret konkurs i 2009 som følge af massiv gældsætning.
I 2006 grundlagde Øhlenschlæger EVO Management, et investeringsselskab med fokus på mellemstore danske produktionsvirksomheder. EVOs virksomheder Duotex A/S og Suntex A/S blev opløst i hhv. 2009 og 2011. Evo Holding, Evo Invest og Loop House Invest lukkede i 2012.
Øhlenschlæger var blandt grundlæggerne af selskabet Skykon, en underleverandør indenfor vindmølleindustrien beliggende på Lindøværftets tidligere grund, og var direktør i knap to år i virksomheden indtil juli 2010, hvor han blev afskediget, men dog fortsatte med at sidde i bestyrelsen. Skykon havde på få år vokset til en årlig omsætning i milliardklassen og omkring 500 ansatte, men gik i betalingsstandsning 26. oktober 2010 og siden konkurs.
Øhlenschlæger var tidligere næstformand for bestyrelsen i Lindoe Offshore Renewables Center.
I 2011 SJØ Invest konkurs, et selskab ejet af Øhlenschlægers og hans hustru, og som igen ejede Aarhus-restauranten Castenskiold. Det var en ansat, som ikke havde fået sin løn, der havde begæret konkursen.
I 2011 grundlagde Øhlenschlæger kapitalfonden Dansk Egenkapital Management, som fokuserede på opkøb af mindre produktionsvirksomheder inden for vedvarende energi i Danmark uden dog at eksekvere på køb. Øhlenschlæger blev af bestyrelsen bedt om at fratræde som direktør, og efterfølgende overtog kapitalfonden SE Blue Equity de resterende aktiviteter. Fonden har i dag over 1,3 mia. kr. investeret i selskaber inden for miljø og energi.
I år 2012 oplyste Berlingske Tidende, at Øhlenschlæger havde startet projekter indenfor vedvarende energi i Vestafrika. Apfoss AG blev grundlagt i Schweiz, og dets datterselskab Galaxy Commodities i Vestafrika blev solgt i 2016.

## Personlig konkurs
Jesper Øhlenschlæger blev erklæret personligt konkurs i februar 2013 med millionkrav fra kreditorerne bl.a. fra SKAT.
Øhlenschlæger var inden konkursen flyttet til Schweiz i 2012 og derfra til London i 2013, men vendte tilbage til Danmark i 2018.

## Aktiviteter efter 2018
Jesper Øhlenschlæger etablerede i 2018 blockchain-selskabet Blockchain Nordic Aps.. Blockchain Nordic ApS skiftede 13. september 2018 navn til Selskabet af d. 17. September 2018 ApS. Selskabet af d. 17. September 2018 ApS skiftede 9. januar 2019 navn til BNX Management ApS. BNX Management ApS skiftede 19. februar 2019 navn til Selskabet af 19. februar 2019 ApS. Skifteretten i Aarhus tog 4. april 2019 Selskabet af 19. februar 2019 ApS under konkursbehandling.

## Diverse
Øhlenschlæger udgav i 2012 bogen ’Magtens Korridor’, en biografi om sine erfaringer som iværksætter og sine tidligere virksomheder.

## Eksterne links
- Interview på Amino TV
- Øhlenschlæger, J. (2012) Magtens korridor - en iværksætters bekendelser. Muusmann, 415 pp. ISBN 9788792746030